# Edoardo Isella
Edoardo Isella D'Gómez Ventoza (ur. 9 października 1980 w Tuxtla Gutiérrez) – meksykański piłkarz honduraskiego pochodzenia występujący na pozycji środkowego obrońcy.

## Kariera klubowa
Isella, syn Honduranina i Meksykanki, jest wychowankiem zespołu Chivas de Guadalajara. Zanim został włączony do seniorskiej drużyny, spędził pół roku na wypożyczeniu w Sagitun Independence z ligi Belize. Po powrocie do Chivas zdołał zadebiutować w meksykańskiej Primera División – 5 sierpnia 2000 w przegranych 0:2 derbach miasta z Atlasem. Do końca rozgrywek pozostał podstawowym zawodnikiem ekipy, jednak później stracił miejsce w składzie i odszedł do Tigres UANL. W tym klubie także pełnił rolę rezerwowego, jednak pomógł mu wywalczyć tytuł wicemistrza Meksyku w rozgrywkach Invierno 2001.
Latem 2002 Isella został zawodnikiem nowo założonego zespołu Jaguares de Chiapas z siedzibą w swoim rodzinnym Tuxtla Gutiérrez, gdzie spędził niemal pięć lat, nie licząc półrocznego wypożyczenia do stołecznego Cruz Azul. W obydwóch drużynach był tylko rezerwowym i nie osiągnął z nimi żadnych sukcesów. Ostatni raz miał zetknięcie z profesjonalnym futbolem wiosną 2008, kiedy to był piłkarzem Club América, lecz w tej ekipie rozegrał jedynie trzy ligowe spotkania. Później trenował jeszcze z drugoligowymi Club León i Correcaminos UAT, by ostatecznie przejść do gwatemalskiego Peñarolu La Mesilla.

## Kariera reprezentacyjna
Swoje jedyne spotkanie w seniorskiej reprezentacji Meksyku Isella zanotował za kadencji selekcjonera Enrique Mezy, 27 września 2000 w wygranym 1:0 meczu towarzyskim z Boliwią.